# بيت زاهر (أرحب)

تعديل مصدري - تعديل

بيت زاهر هي إحدى قرى عزلة بني مرة بمديرية أرحب التابعة لمحافظة صنعاء، بلغ تعداد سكانها 87 نسمة حسب تعداد اليمن لعام 2004.